# Föníciaiak

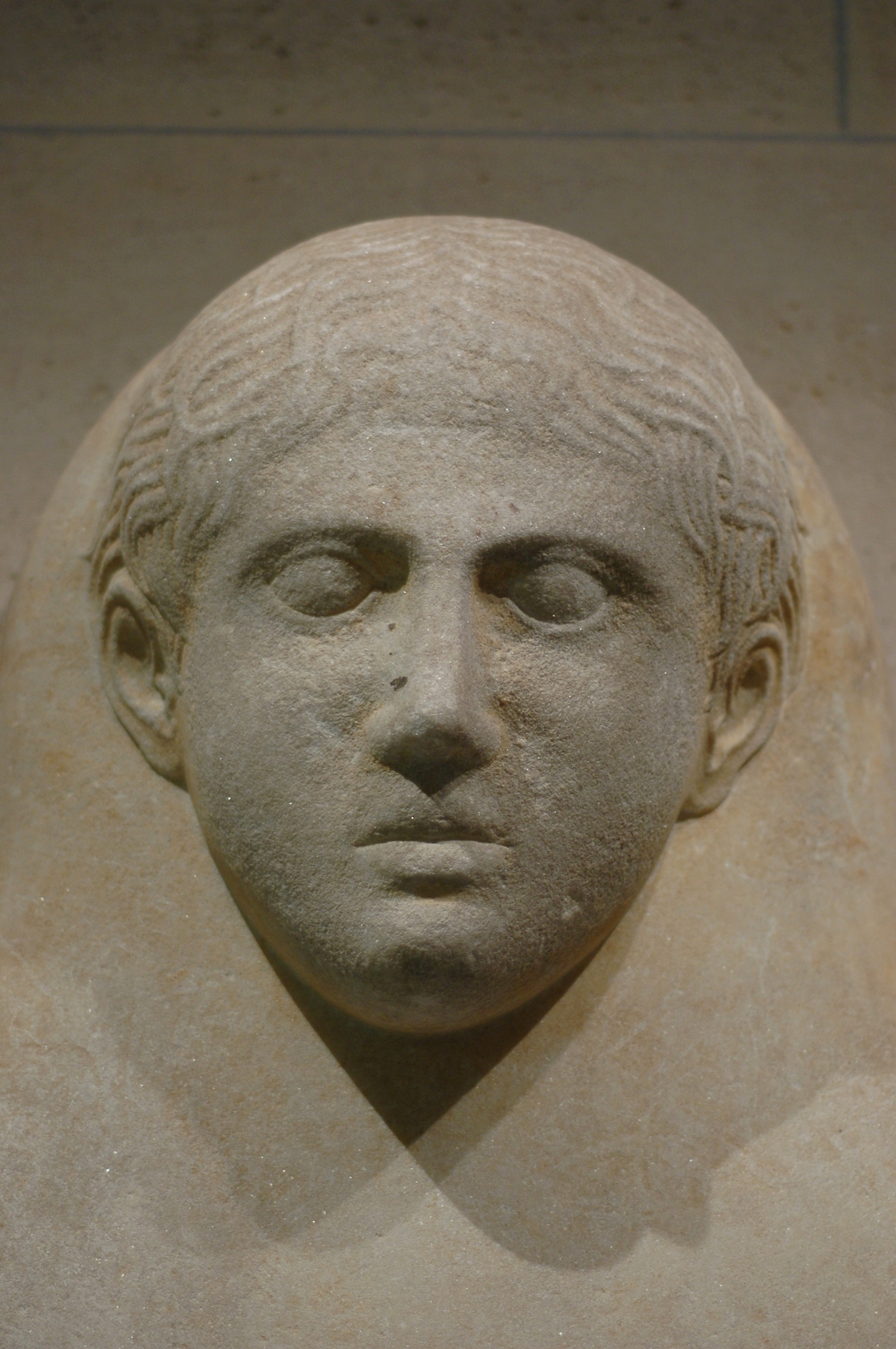
Föníciai nő szarkofágja (kb. ie. 400), Szidónból. Jelenleg a Louvreban látható.

A föníciaiak ókori nép, amely Föníciában lakott. Nem tudjuk, mennyire tekinthető egységes etnikumnak. Nevük a görögben phoinix, phoinosz vagy phonosz (ógörögül: φοίνιξ, φοινός, φόνος), az egyiptomiak fnḫ.w-ként ismerték őket. Mükénében és Kréta szigetén a lineáris B írás „po-ni-ki-jo” formában említi Föníciát vagy a föníciaiakat. Már a homéroszi Odüsszeiában is feltűnnek, talán a phaiákok is egy föníciai törzs. Szíria sötét korából (i. e. 12–10. század) történetük vagy eredetük ismeretlen.
A modern Libanon keresztény lakossága, amely bár arab nyelvű, de önmagát nem érzi arab nemzetiségűnek. A libanoni keresztények föníciainak vallják magukat.

## Föníciai nyelv
Egy sémi dialektust beszéltek, ez a föníciai nyelv. A föníciai nyelv szoros rokonságban áll a kánaániták nyelvével, de nem ismert a mód, ahogyan az Föníciába került. Két változat lehetséges: vagy délről érkezett, a kánaáni régióból, vagy közvetlenül az arameus vándorlás során az arámi nyelvtől különült el.

## Földrajzi elhelyezkedés
Ahogyan a föníciai nép egysége kérdéses, úgy lakóterületük határai sem adhatók meg pontosan. Tágabb értelmezése szerint mindazok a települések, amelyeket Földközi-tenger keleti partján föníciaiak laktak, vagy ahol a föníciaiak gyarmatokat alapítottak, föníciai terület. Általában azonban csak a levantei partvidékre vonatkozik.

## Történetük

### Fönícia előtt
Büblosz, az egyik legjelentősebb föníciai város területén már az i. e. 28. században kereskedelmi kolónia létezett, amely Egyiptommal kereskedett. Egyiptommal az i. e. 2. évezredben kerültek kapcsolatba, fát  szállítottak oda (főleg cédrust, amelyből az egyiptomiak hajót építettek), valamint olajat és fűszereket. Az i. e. 13. században már az égei kereskedelem közvetítő állomásai. A kereskedelemben azonban csak akkor kaptak elsődleges szerepet, amikor a tengeri népek vándorlása i. e. 1180 körül elsöpörte Ugaritot, a korábbi egyeduralkodó kereskedővárost. Hozzájárult ehhez Egyiptom gyengélkedése, Hatti bukása és új kereskedelmi partnerek feltűnése. A föníciai városok függetlenedtek az egyiptomi befolyás alól, az égei (minószi és mükénéi) tengeri hatalmat pedig ezzel egyidőben az őket legyőző dórok hatalma követte. A föníciai városok Türosz vezetése alatt ettől kezdve megőrizték függetlenségüket, és virágzó időszak köszöntött rájuk. Befolyási övezetük rohamos növekedésnek indult,  nyugat és kelet közötti közvetítő szerepet láttak el, s ehhez megszerezték a sivatagi karavánok célállomásai (Hamát, Damaszkusz és Thapszakosz, ahova a keleti áruk érkeztek) feletti ellenőrzést.
A föníciai térség már a kánaánita kor előtt hasonló tevékenységet folytatott, mint a klasszikus korában. Ebben az időben már mind Egyiptomnál, mind Mezopotámiánál jobb minőségű szövetet állítottak elő. A minőséget fokozta a különleges szálak beszövése, színes sávok kialakítása (mint a mintaszövés legelső ismert termékei) és az ekkortól már alkalmazott különböző textilfestési eljárások. A kézműipar ez időben szintén megelőzte a mezopotámiai termékek minőségét. A föníciai szövetet csak az évezred vége felé megjelenő kínai nyüstös szövés szorítja ki, ami a korábbi nyüstös szövés ellenében már lehetővé tette a mintaszövést.

### I. e. 1. évezred
A föníciaiak az i. e. 1. évezred első felében bejárták az egész földközi-tengeri partvidéket, támaszpontokat, átrakodóhelyeket, kikötőket alapítva, amelyek később független államokká váltak. Kikötőikhez megszerezték a partközeli szigeteket és szirteket, melyek védték őket a szelekkel szemben, illetve ellenséges támadás esetén menedékül szolgáltak. Egymás közötti közlekedésüket a tengeren, kabotázsok révén oldották meg, mivel a hegyes, sziklás szárazföldön ez nehézségekbe ütközött. Áruikat az akkor ismert világ minden részére szállították, miközben felfedezték a legfontosabb vízi utakat és a tengerek partvidékeit. Emellett a Mediterráneum partvidékén számos kereskedelmi telepet létesítettek. Az i. e. 10. században kereskedelmi telepet alapítottak Cipruson és Kisázsia partvidékén (Pamphülia és Lükia), ahol összeütközésbe kerültek a görögökkel, akik elűzték őket Rodoszról, a Szporádokról és a Dorádokról, ahol nem sokkal azelőtt jelentek meg.
A Mediterráneum nyugati medencéjében is új kereskedelmi telepeket létesítettek. A Tirrén-tenger vidékét átengedték az etruszkoknak és a görögöknek, és az Afrikával való kereskedelem céljából Szicília nyugati részén, Máltán, Gozón és Pantelerián alapítottak telepeket az i. e. 9. században. Szardínián és Ibizán keresztül eljutottak az Ibériai-félszigeten Tarzisz országáig (Gades, a mai Cádiz). Itt ónt és ezüstöt vettek fel, melyet vagy helyben, vagy a Kasziteridész-szigeteken bányásztak. Visszatérésükkor, kihasználva az afrikai partok áramlatait és a már régebben meglévő telepeiket Hippo Dyarrhitus-t és Utica-t, melyeket Kr. e. 1100 körül alapítottak, i. e. 814–813-ban elértek Karthágóba. Észak-afrikai telepeik közül a legfontosabbak Utica és Karthágó lettek. Az utóbbi állam népét punokként ismerjük, ez is a phoinix származéka.
Egyiptomi megbízásra Nyugat-Afrikáig jutottak. II. Nékó expedíciója i. e. 595-ben Hérodotosz szerint megkerülték Afrikát. A famentes térségben fekvő Egyiptom számára elengedhetetlenül fontos volt a Libanon-hegység cédruserdőinek kiaknázása. A türoszi bíborszövet, amelyet a tüskés bíborcsigából kivont festékkel színeztek, már ekkor keresett árucikk volt. Ez később Rómában nélkülözhetetlen luxuscikké vált. Föníciaiak gyártották először ipari méretben az üveget. Büblosz az egyiptomi papiruszkereskedelemben játszott szerepe miatt vált a papirusztekercs névadójává. A biblia (mint „könyv”) és bibliotéka (mint „könyvtár”) szavak innen erednek.
A nagyobb föníciai városok védettsége elegendő volt a legnagyobb birodalmak hadereje ellen is. Az asszír királyok legtöbb támadását is vissza tudták verni, de Asszíria bukása után az Újbabiloni Birodalom is hiába próbálkozott. A föníciai hatás Babilonban is erős volt, a rab tamkāri (körülbelül a kereskedők felügyelője, szó szerint a „kereskedők elöljárója” vagy „nagyja”) tisztét II. Nabú-kudurri-uszur idején egy Hannūnu nevű ember töltötte be. Ebben a névben nem nehéz felfedezni a föníciai Hanno nevet. Az i. e. 6. században Perzsia vazallusai lettek, de a későbbi római cliens-királyságokhoz hasonló önkormányzattal rendelkeztek. A nép azonban erős iranizálódáson ment át. A föníciai hajósok, építészek és mesteremberek perzsa szolgálatban is megtartották régi hírnevüket. Fönícia biztosított flottát Perzsia számára a görögországi inváziókhoz is (bár sok nem is valódi hadihajó, hanem átalakított kereskedelmi hajó volt).
Uralkodók álltak az egyes városállamok élén, akik védték államukat a többi városállam, illetve a közeli birodalmak, mint Egyiptom, Asszíria és Babilónia, ellen. Az ügyes egyezségek a filiszteusokkal és zsidókkal jótékony hatásúak voltak, úgyszintén az a tolerancia, melyet az idegenekkel szemben alkalmaztak, mivel hagyták őket letelepedni és kereskedni. A föníciaiak kultúrája hasonló volt a többi sémi népéhez. Baál és Baálat, a két termékenységjelkép voltak panteonjuk legfontosabb istenei. Ahogyan a termékenységistenek gyakran kívánnak más népeknél is áldozatot, Baál az elsőszülötteket kedvelte, akár állatok akár emberek elsőszülötteiről volt szó. Ezek az áldozatok a növény- és állatvilág termékenységének fenntartását szolgálták. A mezopotámiai Istár helyi változata Astarté, a szerelem istennője volt. A föníciaiak alkalmazták először a betűírást, amennyiben Ugaritot föníciainak tekintjük. Az i. e. 1. évezredben azonban mindenképpen a föníciai, 22 mássalhangzójelből álló hangjelölő ábécé terjedt el, amelyet később a görögök átvettek tőlük. Ezt az újításukat a hettita szótagjelölő ékírásból lehet levezetni.
A görög tengeri kereskedelem és haderő (mindenekelőtt Athén) feltörése a föníciaiak számára a piacok elvesztését is jelentette. Az i. e. 4. században III. Alexandrosz makedón király i. e. 333–i. e. 332-ben csak hét hónapos ostrom után tudta bevenni Türosz városát. A makedón hódítással megkezdődött a hanyatlás, amely mélypontját akkor érte el, mikor Fönícia a Római Birodalom részévé vált.

## Társadalmuk
A föníciaiak társadalmára vonatkozóan gyér információk állnak rendelkezésre. Amennyire látható, az arisztokratikus görög városállamok berendezkedéséhez hasonló. Volt ugyan „király” az egyes városokban, de úgy tűnik, hatalma nem volt kizárólagos, egyfajta kormányzó „rend” valószínűsíthető.

## Kapcsolódó cikk
- Fönícia